# Coyote vs. Acme
Coyote vs. Acme es una próxima película de comedia estadounidense dirigida por Dave Green y escrita por Samy Burch a partir de una historia de Burch, Peter Safran (quien también se desempeñó como productor) y Jeremy Slater. Combinando acción real y animación, la película está basada en el personaje Wile E. Coyote y la Corporación Acme de las series de dibujos animados Looney Tunes y Merrie Melodies, y en el artículo de la revista de 1990 del mismo nombre publicado en The New Yorker por Ian Frazier. Producida por Warner Animation Group, el elenco de la película incluye a John Cena, Will Forte, Lana Condor, P. J. Byrne, Tone Bell, Martha Kelly y la voz de Eric Bauza.
El desarrollo comenzó en agosto de 2018 con Chris McKay como productor y Jon y Josh Silberman escribiendo el guion. Green fue contratado para dirigir en diciembre de 2019, y Burch, Slater y Gunn se unieron al equipo de producción al año siguiente. Cena fue elegido en febrero de 2022, y Forte y Condor se unieron al elenco el mes siguiente. El rodaje de imagen real tuvo lugar en Nuevo México de marzo a mayo de 2022.
Warner Bros. Discovery inicialmente archivó Coyote vs. Acme en noviembre de 2023 para poder obtener una deducción de impuestos de 30 millones de dólares, pero posteriormente revirtió su decisión y permitió a los cineastas buscar otros distribuidores tras la reacción negativa del público. Tras varias negociaciones infructuosas con varios distribuidores, Ketchup Entertainment adquirió los derechos en marzo de 2025. La película se estrenará el 28 de agosto de 2026.

## Premisa
Después de que todos los productos fabricados por la Corporación Acme le hayan resultado contraproducentes a Wile E. Coyote en su búsqueda del Correcaminos, éste se cansa y toma la decisión de demandar a Acme. Un abogado humano llamado Kevin Avery representa al Coyote en su demanda contra Acme. Una creciente amistad entre Wile E. Coyote y su abogado motiva su determinación de ganar el caso judicial, ya que los enfrenta al intimidante jefe del antiguo bufete del abogado del Coyote, Buddy Crane, que ahora representa a Acme.

## Reparto

### Reparto de acción real
- Will Forte como Kevin Avery, el abogado de Wile E. Coyote.
- John Cena como Buddy Crane, el abogado de la Corporación Acme.
- Lana Condor como Paige.
- P. J. Byrne [4]como Bill.
- Tone Bell [5]
- Martha Kelly [5]

### Reparto de voz y animado
- Wile E. Coyote, un coyote que planea demandar a Acme Corporation después de que sus productos resultaran contraproducentes en sus intentos de atrapar al Correcaminos. Wile E. es un personaje silencioso y no habla.
- El Correcaminos, un correcaminos que siempre frustra los intentos de Wile E. Coyote de atraparlo.

Además, el veterano actor de doblaje de Looney Tunes, Eric Bauza, da voz a varios otros personajes de Looney Tunes y Merrie Melodies a lo largo de la película.

## Producción

### Desarrollo
En agosto de 2018, Warner Bros. Pictures anunció el desarrollo de un proyecto de Wile E. Coyote, titulado Coyote vs. Acme, con el director de The Lego Batman Movie, Chris McKay, como productor y Jon y Josh Silberman escribiendo el guion. A mediados de diciembre de 2019, Warner Animation Group contrató a Dave Green para dirigir la película híbrida de acción real y animación, mientras que Jon y Josh Silberman fueron reemplazados como guionistas, pero siguieron siendo productores. En diciembre de 2020, McKay abandonó el proyecto, mientras que Jon y Josh Silberman dejaron sus funciones de producción y regresaron a las tareas de guionismo junto a Samy Burch, Jeremy Slater y James Gunn. Junto con la partida de McKay, se informó que la película se inspira en el artículo ficticio de The New Yorker de 1990 del mismo nombre escrito por Ian Frazier. Al final, Burch recibió el crédito del guion, basado en una historia de ella misma, Slater y Gunn.

### Casting
En febrero de 2022, John Cena fue elegido como el principal antagonista de la película, descrito como el abogado defensor de Acme y el exjefe del abogado de Wile E.; Anteriormente colaboró con Gunn en los proyectos del Universo extendido de DC El Escuadrón Suicida (2021) y Peacemaker (2022). El mes siguiente, Will Forte y Lana Condor se agregaron al elenco, con Forte interpretando al abogado del Coyote.

### Diseño de rodaje y producción
El rodaje se llevó a cabo de marzo a mayo de 2022 en Albuquerque, Nuevo México, con Brandon Trost como director de fotografía. El equipo creativo también reconoció a ¿Quién engañó a Roger Rabbit? como referencia para la perfecta interacción de acción en vivo de la película con los personajes animados, junto con las escenas de los dibujos animados originales de Looney Tunes, como el escenario de la película en Albuquerque, que había sido famosamente referenciado por Bugs Bunny, y el hábitat del Correcaminos en el desierto cobra vida.

### Efectos visuales y animación
Los servicios de efectos visuales y animación fueron proporcionados por DNEG. El actor de doblaje Eric Bauza publicó la primera imagen de la película en las redes sociales, mostrando que la película se inspiró en el mundo y la animación de los dibujos animados originales y en películas como ¿Quién engañó a Roger Rabbit?, para la combinación de animación clásica y acción en vivo de la película.

### Música
Durante el anuncio de la cancelación de la película, Steven Price anunció que él compuso la banda sonora de la película. Una pieza de la partitura que compartió fue una interpretación coral de los efectos vocales del Correcaminos titulada «Meep Meep Choir».

## Lanzamiento
Coyote vs. Acme está programado para estrenarse en Estados Unidos el 28 de agosto de 2026. Originalmente iba a ser estrenada en cines en los Estados Unidos el 21 de julio de 2023 por Warner Bros. Pictures. El 26 de abril de 2022, el estudio eliminó la película de su calendario de estrenos y reemplazó la ranura con Barbie.

### Primera cancelación prevista
El 9 de noviembre de 2023, funcionarios de Warner Bros. anunciaron que la película estaba terminada, pero que no la estrenarían porque Warner Bros. Discovery prefirió reclamar una pérdida fiscal de alrededor de 30 millones de dólares. El equipo no fue informado de la decisión hasta que se completó la película. La medida generó críticas de cineastas, medios de animación y representantes de talentos. Varios cineastas dejaron llamadas telefónicas enojadas con Warner Bros. expresando su frustración por la medida. Otros también cancelaron reuniones con el estudio. Muchos notaron que la película había despertado elogios en las proyecciones de prueba y el interés de compradores potenciales. El director Dave Green, que según informes es un ávido fanático de los Looney Tunes, expresó su decepción por la cancelación de la película.
El 13 de noviembre de 2023, Puck informó que los líderes de Warner Bros. Discovery habían revocado su decisión y habían permitido a los realizadores la opción de vender la película a otros distribuidores. Deadline Hollywood informó que Amazon MGM Studios, Apple Studios y Netflix estaban interesados en comprar los derechos de distribución de la película. TheWrap informó que a pesar del interés de los distribuidores por comprar la película, «actualmente no hay ofertas concretas y que Green está elaborando su propia 'campaña de relaciones públicas'».
El 8 de diciembre, Deadline Hollywood informó además que la película se había proyectado para más estudios, incluidos Paramount Pictures y Sony Pictures. De estos, Netflix y Paramount habían presentado ofertas, y este último incluía un componente teatral; Amazon todavía estaba interesada a pesar de no haber hecho ofertas formales; y Sony y Apple no tenían previsto presentar ofertas. Desde entonces, ningún nuevo distribuidor se ha hecho con los derechos de la película oficialmente.

### Posible cancelación definitiva, reversión y posteriores discusiones
El 9 de febrero de 2024, TheWrap informó que Warner Bros. Discovery había rechazado las ofertas de Netflix, Amazon y Paramount. La compañía quería entre 75 y 80 millones de dólares para vender la película, pero ningún distribuidor igualó su precio y Warner Bros. Discovery rechazó las contraofertas. La compañía está considerando archivar y eliminar la película (que permanecía en el limbo en ese entonces) antes de su cuarta convocatoria de resultados el 23 de febrero de 2024, y reclamarla nuevamente como una pérdida fiscal. Tras su llamada de resultados del cuarto trimestre el 23 de febrero de 2024, Warner Bros. Discovery tomó una amortización de 115 millones de dólares sin confirmar directamente la cancelación de la película.

#### Respuestas
Al igual que con la cancelación inicial, el informe de TheWrap sobre la posible cancelación final de la película generó críticas en línea. Los hashtags #ReleaseCoyoteVsAcme y #SaveCoyoteVsAcme, junto con otros hashtags relacionados, comenzaron a ser tendencia el 9 de febrero de 2024 (la fecha de publicación del artículo) y continuaron siendo tendencia durante las siguientes semanas.
Bauza abordó esto en un intercambio improvisado entre Bugs Bunny y el Pato Lucas durante su discurso en la 51.ª edición de los Premios Annie, y él dijo «¡Liberen a Coyote vs. Acme!» en su voz de Lucas.
Phil Lord, que vio una de las primeras proyecciones de la película, dijo: «¿Es anticompetitivo que uno de los estudios cinematográficos más grandes del mundo evite el mercado para utilizar una laguna fiscal para cancelar una película entera y así poder fusionarse más fácilmente con uno de los estudios de cine más grandes del mundo? Porque PARECE anticompetitivo».
En febrero de 2024, Will Forte emitió un comunicado después de ver el montaje final de la película, diciendo: «Para el elenco y el equipo de Coyote vs. Acme: sé que muchos de ustedes no han tenido la oportunidad de ver nuestra película. Y lamentablemente, parece que nunca lo harás. Cuando escuché por primera vez que nuestra película estaba siendo "eliminada", todavía no la había visto. Así que estaba pensando lo que todos los demás deben haber estado pensando: esto debe ser un trozo de basura. Pero entonces lo vi. Y es increíble».
El 10 de marzo de 2024, durante la alfombra roja de la 96.ª edición de los Premios Óscar, la guionista Samy Burch afirmó que es posible que la película se estrene con conversaciones aún en curso dentro del estudio, diciendo: «Esperamos que de alguna manera encuentre su hogar y no termine bajo llave en una bóveda por el resto del tiempo. Esa sería una gran resolución».

#### Venta a Ketchup Entertainment
El 19 de marzo de 2025, Deadline informó que Ketchup Entertainment estaba en conversaciones para adquirir todos los derechos de la película de Warner Bros. por aproximadamente 50 millones de dólares, tras adquirir los derechos de distribución en Norteamérica de The Day the Earth Blew Up: A Looney Tunes Movie. Si las negociaciones resultan exitosas, la película se estrenará en cines en 2026. El 31 de marzo, Deadline y Ketchup Entertainment confirmaron el cierre de la venta, con un comunicado del director ejecutivo de Ketchup: «Estamos encantados de haber llegado a un acuerdo con Warner Bros. Pictures para llevar esta película al público mundial. [La película] es una combinación perfecta de nostalgia y narrativa moderna, que captura la esencia de los queridos personajes de Looney Tunes y los presenta a una nueva generación. Creemos que conectará tanto con los fans de toda la vida como con los recién llegados».